# Argenschwang
Argenschwang ist eine Ortsgemeinde im Landkreis Bad Kreuznach in Rheinland-Pfalz. Sie gehört der Verbandsgemeinde Rüdesheim an.

## Geographie
Argenschwang liegt im südlichen Hunsrück, zwischen dem Soonwald und dem Gauchswald, am 361 Meter hohen Geisberg.
Zu Argenschwang gehören auch die Wohnplätze Webersmühle und Wiesenhof.

## Geschichte
Der Ort wurde im Jahr 1127 als Hausen erstmals urkundlich erwähnt. Dieser Ortsname war bis in das 16. Jahrhundert gebräuchlich.
Bevölkerungsentwicklung
Die Entwicklung der Einwohnerzahl von Argenschwang, die Werte von 1871 bis 1987 beruhen auf Volkszählungen:
| Jahr | Einwohner |
| ---- | --------- |
| 1815 | 326       |
| 1835 | 386       |
| 1871 | 442       |
| 1905 | 399       |
| 1939 | 532       |
| 1950 | 352       |

| Jahr | Einwohner |
| ---- | --------- |
| 1961 | 341       |
| 1970 | 350       |
| 1987 | 333       |
| 1997 | 364       |
| 2005 | 379       |
| 2023 | 356       |

## Politik

### Bürgermeister
Ortsbürgermeisterin ist Petra Ender (parteilos). Bei der Kommunalwahl am 26. Mai 2019 wurde sie mit einem Stimmenanteil von 79,36 % gewählt und ist damit Nachfolgerin von Bernd Metzler, der nach 20 Jahren im Amt nicht erneut kandidiert hatte. Bei der Direktwahl am 9. Juni 2024 wurde sie mit 66,7 % der Stimmen gegen eine weitere unabhängige Kandidatin in ihrem Amt bestätigt.

## Kultur und Sehenswürdigkeiten
Die Burg Argenschwang wurde im 12. Jahrhundert von den Grafen von Sponheim erbaut.
Siehe auch: Liste der Kulturdenkmäler in Argenschwang

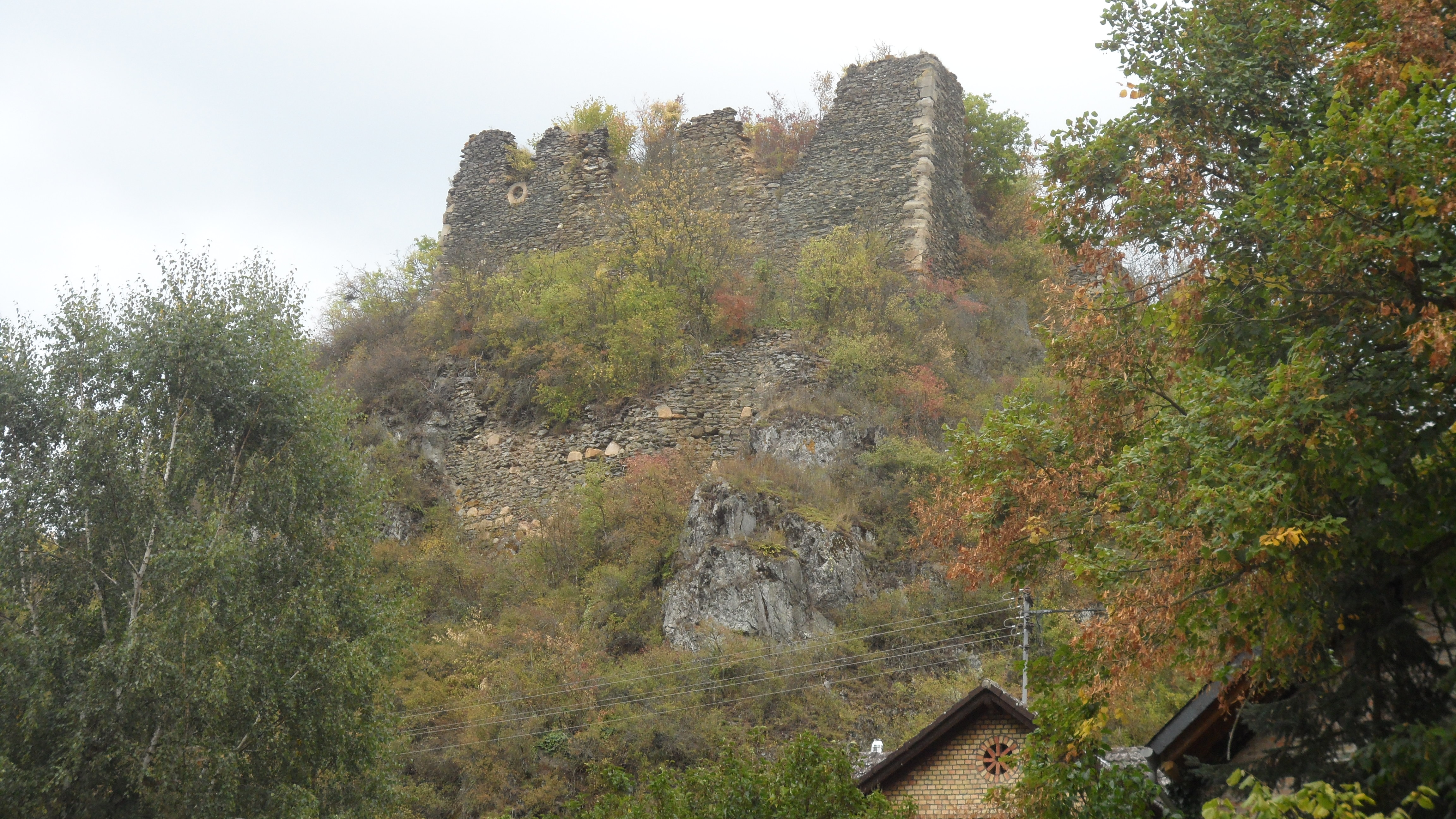
Burgruine Rosenburg
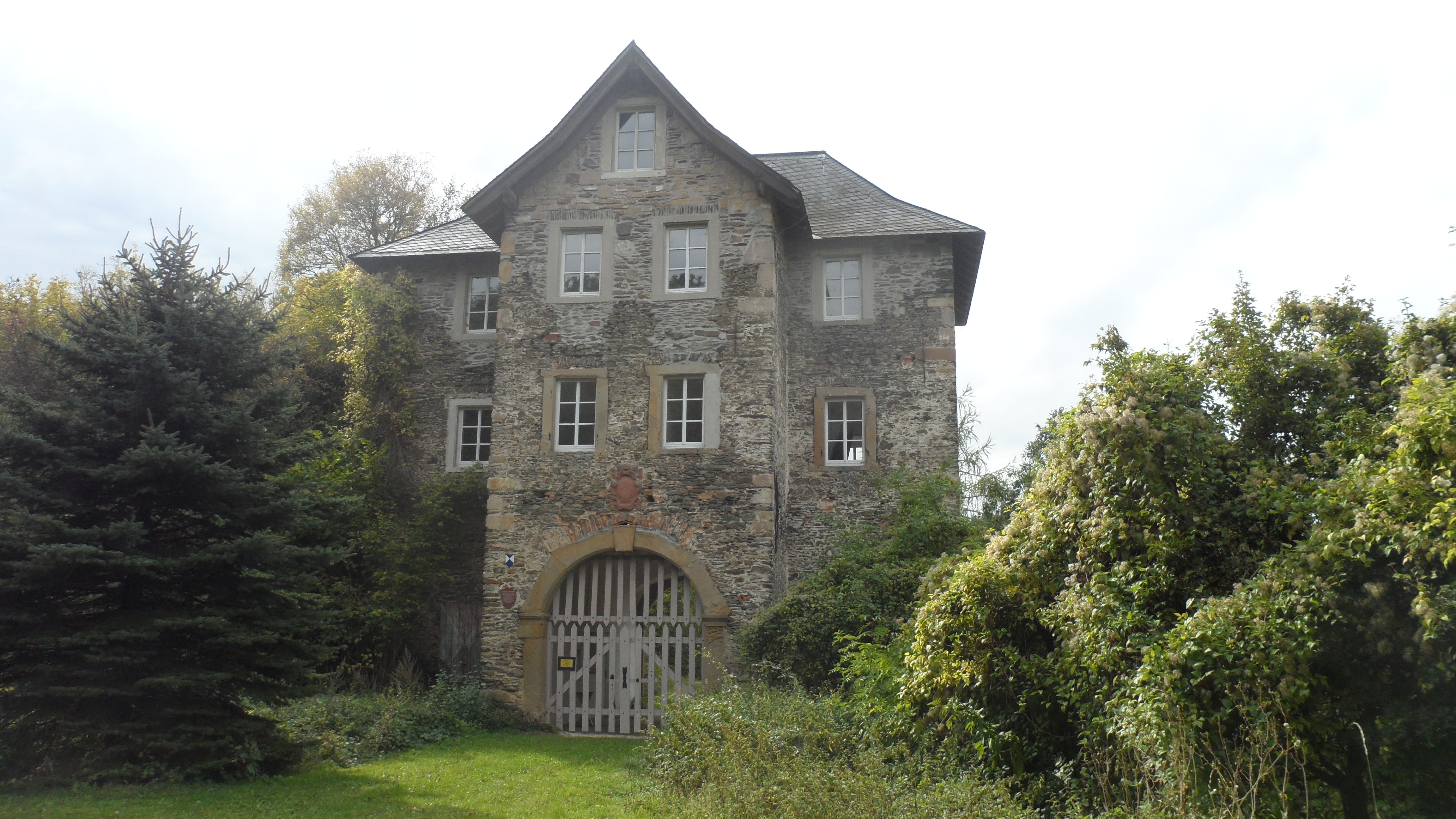
Burgruine Rosenburg; Ehemaliges Torhaus
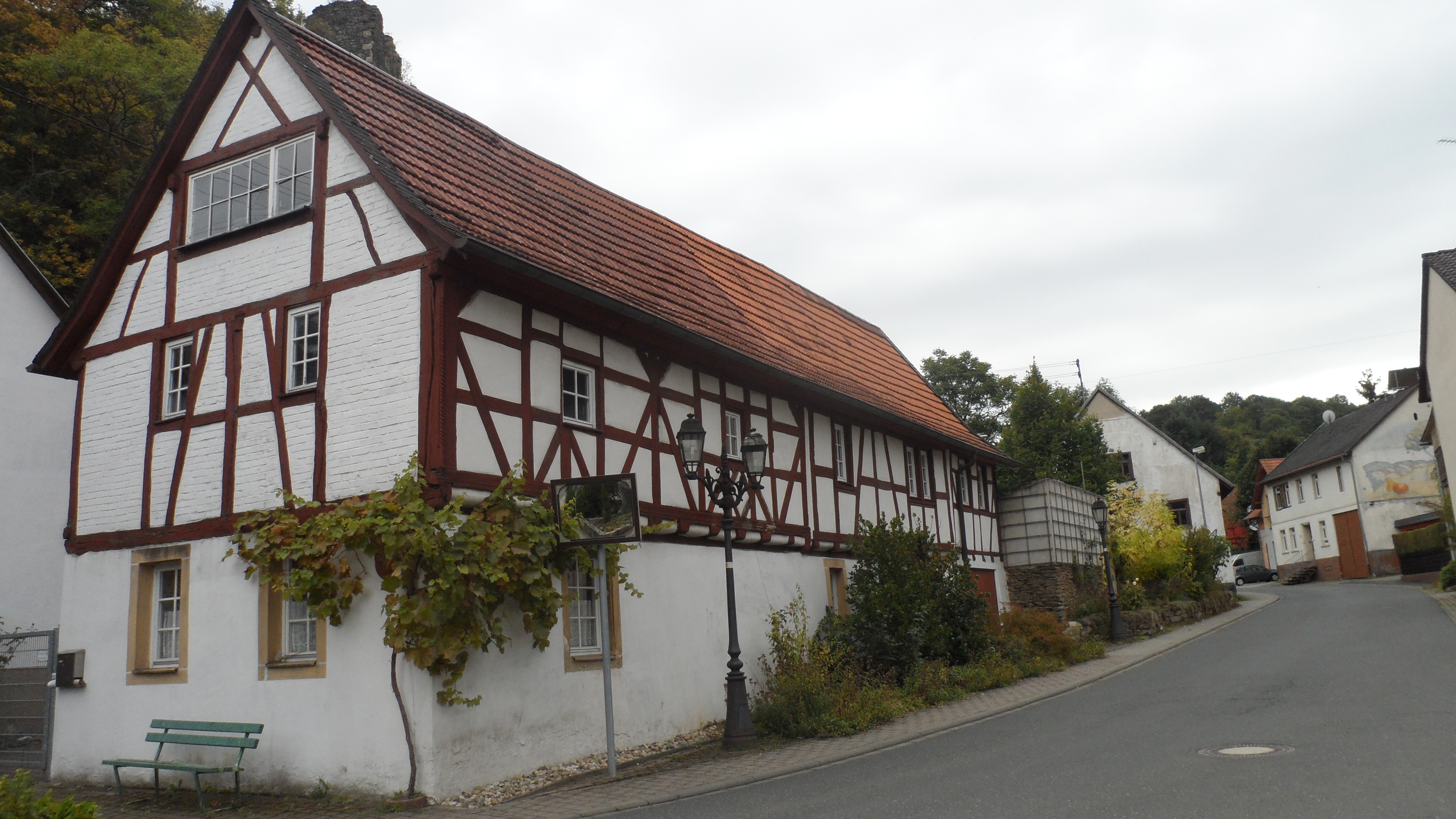
Ehemalige Synagoge (17. und 18. Jahrhundert)
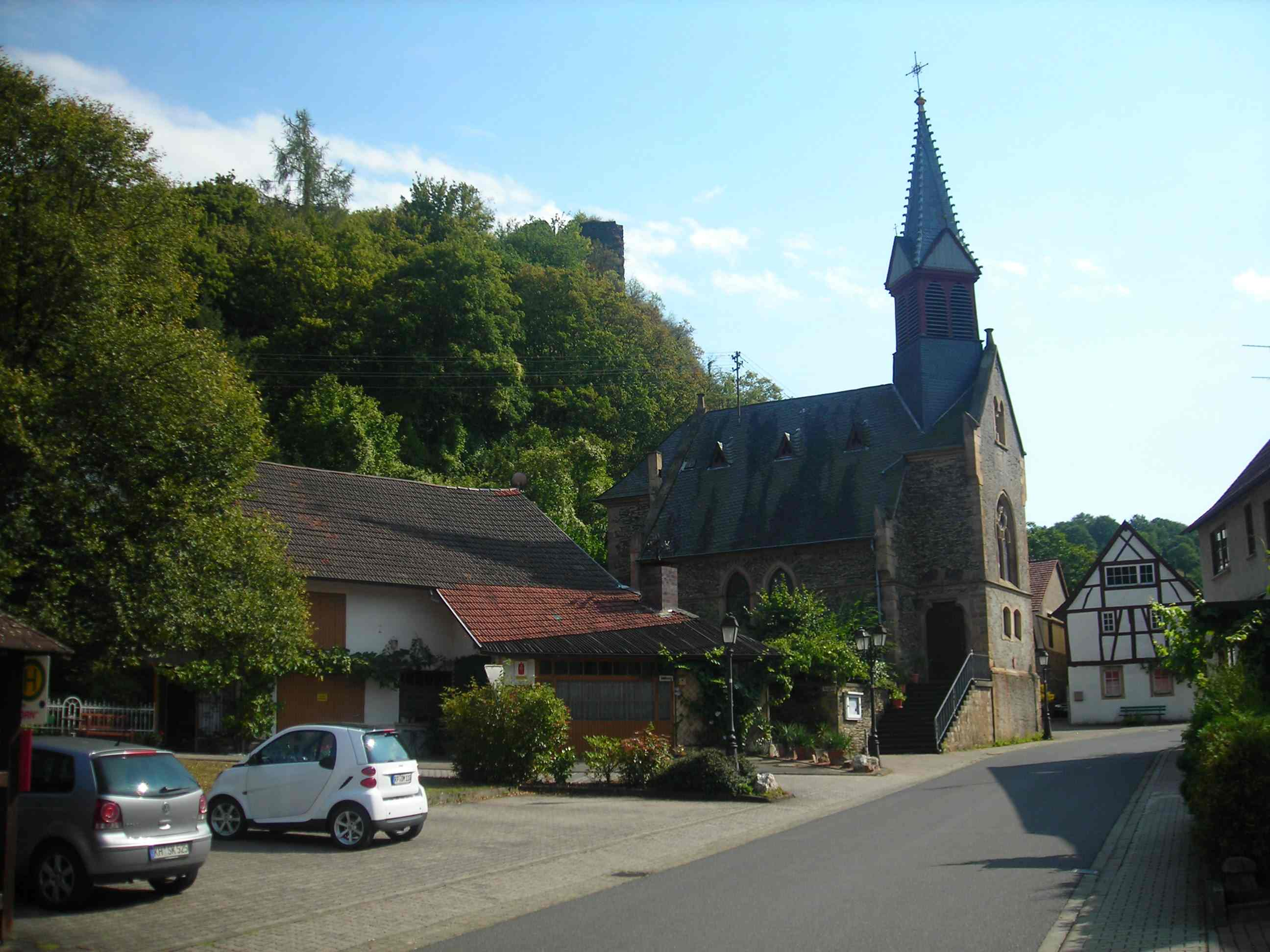
Kirche Argenschwang, im Hintergrund Burg Argenschwang